# Senegalia mellifera

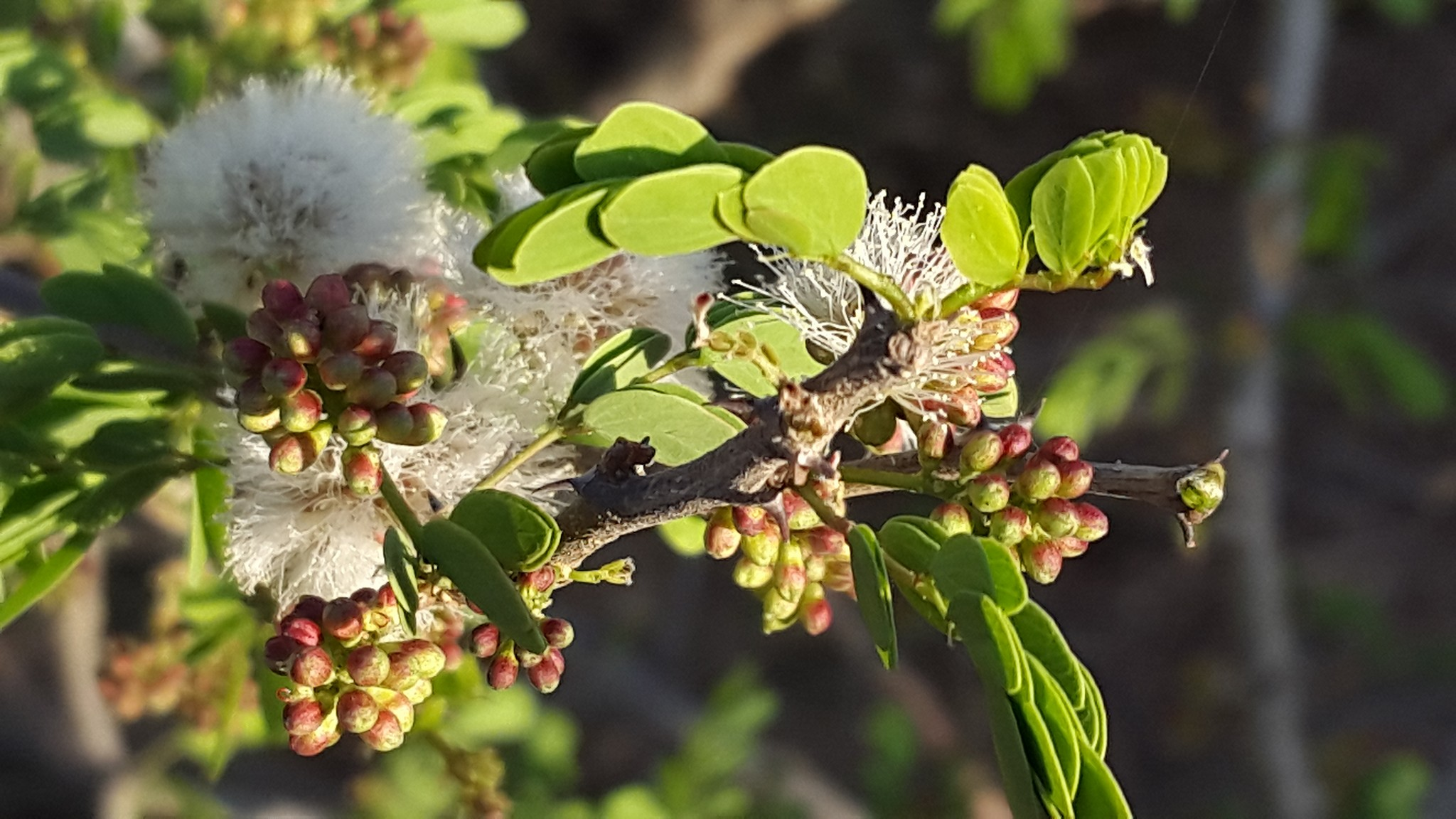
Hojas e inflorescencias de la subsp. detinens

Senegalia mellifera es una especie arbórea perenne perteneciente a la familia de las fabáceas. 

## Descripción
Árbol de porte bajo, también suele desarrollarse en forma de arbusto con múltiples troncos formando una enmarañada copa. Las espinas de las ramas son negras y curvadas; las hojas son compuestas.

## Distribución y hábitat
Se distribuye por las zonas secas de África, la Península arábiga, la India y en la zona del Océano Índico.
Habita tierras perturbadas y excesivamente pastoreadas, donde crece formado grandes grupos.

## Toxicidad
Las especies del género Acacia pueden contener derivados de la dimetiltriptamina y glucósidos cianogénicos en las hojas, las semillas y la corteza, cuya ingestión puede suponer un riesgo para la salud.

## Usos
La madera de esta especie es resistente al ataque de termitas y barrenadores, por lo que se utiliza para la construcción.
 
Es un importante recurso alimenticio tanto para el ganado como la fauna salvaje, especialmente en las zonas secas de África,  por el alto contenido de proteínas de las hojas y ramas jóvenes.

Los nativos utilizan extractos de las raíces y hojas para aliviar algunas dolencias.

## Taxonomía
Acacia mellifera fue descrita por (M.Vahl) Bentham y publicado en London Journal of Botany 1: 507. 1842. En 2010 los botánicos Seigler y Ebinger la asignaron al género Senegalia y lo publicaron en el artículo New combinations in Senegalia and Vachellia (Fabaceae: Mimosoideae).
Etimología
mellifera: epíteto que se refiere al olor a miel de las flores. 
Variedades
- Acacia mellifera subsp. detinens (Vahl) Benth. (Burchell) Brenan
- Acacia mellifera subsp. mellifera (Vahl) Benth.[7]